# カナポリス (ノースカロライナ州)
カナポリス（英: Kannapolis、発音: Kŭh-nă-pŭh-lŭs）は、アメリカ合衆国ノースカロライナ州のカバラス郡とローワン郡に跨る都市である。人口は5万3114人（2020年）。シャーロットの北東にあり、シャーロット都市圏に含まれる。
市としては1984年に法人化された。シカゴ・ホワイトソックスの傘下で、クラスAマイナーリーグであるサウス・アトランティックリーグに属するカナポリス・インティミデイターズが本拠地にしている。また自動車レースのアーンハート一家の出身地でもある。市内中心部にはノースカロライナ研究キャンパスがある。食品、栄養、バイオテクノロジーの研究に特化した官民共同事業である。

## 歴史

### 市名の由来
市名の初期の意味と使用については、キャノン・ミルズ・コーポレーションすなわちジェイムズ・ウィリアム・キャノンその人に直接関わっていた。初期に公刊された名称の中には「キャノン・オポリス」あるいは「キャナポリス」もあった。「カナポリス」という名称の由来として広く受け入れられている説は、ギリシャ語の「カナ」（植物のアシ）と「ポリス」（都市）の合成語であり、「織機の都市」を意味すると考えている者もいる。
カトーバ・カレッジで歴史学と政治学の学部長であるゲイリー・フリーズ博士は、コンコード市の新聞が1906年に「キャノン・シティ」という表現を使っていると言っていた。工場の労働者あるいは新聞が町を「キャノポリス」と呼んだ後に、J・W・キャノンがカバラス郡郡政委員会に町の名前を付けてくれるよう求めた。綴りの最初の文字が"K"になったことについて、地元歴史家のノリス・ディアモンは、コンコード・ミル・ビレッジと区別するためだった可能性があると言っている。フリーズは「J・W・キャノンがギリシャ語を勉強していなかった」と言っているので、キャノンが「織機の都市」と名付けたことはなかった。

### アメリカ合衆国国家歴史登録財
カナポリス市にあるアメリカ合衆国国家歴史登録財としては、ミーク邸とハーベイ・ジェレマイア・ピーラー邸がある。

## 地理
カナポリスはカバラス郡とローワン郡の郡境に跨っており、その多くはカバラス郡に入っている。アメリカ国道29号線（キャノン大通り）が市内中心街の東部を抜けており、北東24キロメートルでソールズベリー市、南11キロメートルでコンコード市に至る。州間高速道路85号線が市の南と東でバイパスになっており、その出口54番から63番の中で5つがアクセスになっている。85号線で北東に105キロメートルでグリーンズボロ市、南西に34キロメートルでシャーロット市と結ばれている
アメリカ合衆国国勢調査局に拠れば、市域全面積は32.5平方マイル (84.2 km2)であり、このうち陸地31.9平方マイル (82.7 km2)、水域は0.58平方マイル (1.5 km2)で水域率は1.73%である

## 教育

### 初等中等教育
市内の公共教育は主にカナポリス市教育学区が管轄している。他にカバラス郡教育学区とローワン・ソールズベリー教育学区の範囲に入る部分がある。
フランクリンハイツ・クリスチャン・アカデミーは私立・非営利のキリスト教系教育機関であり、フランクリンハイツ・バプテスト教会が運営している。学校の開設は2009年である。
フェイス・クリスチャン・アカデミーは私立・非営利のキリスト教系教育機関であり、フェイス・バプテスト教会が運営している。学校の開設は1982年である。

### 高等教育機関
ショー大学がカナポリスで学外公開講座を運営しており、学部、大学院の教育と継続学習教育を提供している。

## ノースカロライナ研究キャンパス

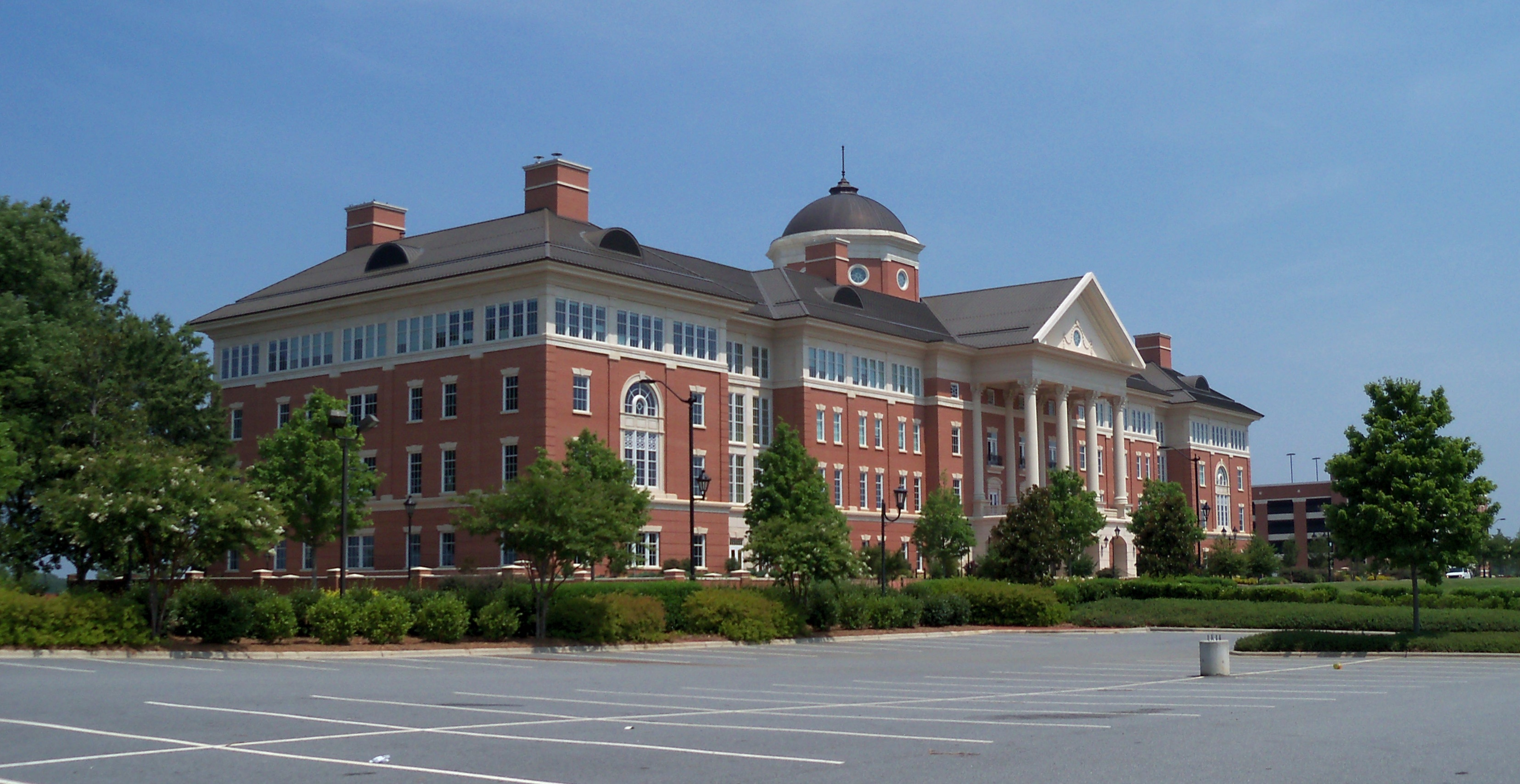
ノースカロライナ研究キャンパスにあるデイビッド・H・マードック中核研究所

ノースカロライナ研究キャンパスは敷地面積140ヘクタールの研究施設である。企業、大学、医療機関が、食品、栄養、バイオテクノロジーの研究に特化することで、医学、栄養学、農学の交わる分野で官民共同の事業を創設した。参画者としては、アパラチアン州立大学（ノースカロライナ州）、デイビッド・H・マードック研究所、ドール栄養学研究実験室、デューク大学マードック研究所、ジェネラル・ミルズ、JCメド、モンサント、ノースカロライナ州立農業工業大学、ノースカロライナ中央大学、ノースカロライナ州立大学、ノースカロライナ大学チャペルヒル校、同シャーロット校、同グリーンズボロ校である。
不動産会社キャッスル & クックの所有者で、ドール・フード・カンパニーの元CEOであるデイビッド・H・マードックと、16のキャンパスがあるノースカロライナ大学システムの総長であるモリー・コーベット・ブロードが、2005年9月12日に、この研究キャンパスの計画を公開した。これは元キャノン・ミルズの工場があった敷地とカナポリス中心街全体に跨る経済再活性化プロジェクトである。
その後の数年間で、キャッスル & クックがノースカロライナ大学総務部と、ノースカロライナ州立大学、ノースカロライナ大学チャペルヒル校など幾つかのノースカロライナ大学システムの大学との協業でノースカロライナ研究キャンパスを開発してきた。2008年、ノースカロライナ州立大学、ノースカロライナ大学チャペルヒル校、同シャーロット校、同グリーンズボロ校、ノースカロライナ州立農業工業大学、およびアパラチアン州立大学の教授陣が、チャペルヒル校の運営する栄養学研究所、州立大学の運営する人間健康研究プラントの建物に移転した。これら建物はキャッスル & クックが所有し、購入選択権付き賃貸契約に基づきノースカロライナ大学システムに空間を賃貸する仕組みを採っている。
ノースカロライナ研究キャンパスでの研究と教育活動の資金は、連邦政府と民間研究助成金および寄付によるものが個々の実験室を支援し、ノースカロライナ州予算によるものが一般管理費と教員、スタッフの給与を賄っている。州議会の予算はノースカロライナ研究キャンパスでの運営を支持するためにそれぞれの大学に配分される。
非営利研究機関であるデイビッド・H・マードック研究所が中核研究施設を運営しており、ゲノム配列決定、メタボロミクス（代謝学）分析などの研究を行っている。

## 人口動態
以下は2000年国勢調査による人口統計データである。
| 基礎データ - 人口: 36,910 人 - 世帯数: 14,804 世帯 - 家族数: 10,140 家族 - 人口密度: 477.4人/km2（1,236.5 人/mi2） - 住居数: 15,941 軒 - 住居密度: 206.2軒/km2（534.0 軒/mi2） 人種別人口構成 - 白人: 77.74% - アフリカン・アメリカン: 16.45% - ネイティブ・アメリカン: 0.34% - アジア人: 0.86% - 太平洋諸島系: 0.01% - その他の人種: 3.43% - 混血: 1.16% - ヒスパニック・ラテン系: 6.33% 年齢別人口構成 - 18歳未満: 24.2% - 18-24歳: 9.0% - 25-44歳: 30.4% - 45-64歳: 20.8% - 65歳以上: 15.6% - 年齢の中央値: 36歳 - 性比（女性100人あたり男性の人口） - 総人口: 93.7 - 18歳以上: 90.0 | 世帯と家族（対世帯数） - 18歳未満の子供がいる: 30.0% - 結婚・同居している夫婦: 50.4% - 未婚・離婚・死別女性が世帯主: 13.5% - 非家族世帯: 31.5% - 単身世帯: 26.5% - 65歳以上の老人1人暮らし: 11.4% - 平均構成人数 - 世帯: 2.46人 - 家族: 2.96人 収入と家計 - 収入の中央値 - 世帯: 35,532米ドル - 家族: 42,445米ドル - 性別 - 男性: 30,990米ドル - 女性: 23,277米ドル - 人口1人あたり収入: 17,539米ドル - 貧困線以下 - 対人口: 10.5% - 対家族数: 7.7% - 18歳未満: 14.6% - 65歳以上: 10.7% |

## 博物館
- カーブ音楽とモータースポーツの博物館[11]

## 公園とレクリエーション

### 公共公園
カナポリスには幾つかの公共レクリエーション地域がある。その中には公園、運動競技場、緑地散歩道が含まれる。市内にあるベトナム退役兵公園（元北カバラス公園）のみはカバラス郡が維持運営している。市が運営する公園は以下の通りである。
- ベイカースクリーク公園
- デイル・アーンハート公園
- 退役兵公園
- ビレッジ公園
- ウォルター・M・サフリット公園

### 私有公園
- クラブ・アット・アイリッシュ・クリーク（元カナポリス・カントリークラブ）[13]
- カナポリス・レクリエーション公園[14]

## スポーツ
- カナポリス・インティミデイターズ - シカゴ・ホワイトソックスの傘下で、クラスAマイナーリーグであるサウス・アトランティックリーグに属する
- スチュワート＝ハース・レーシング - ジーン・ハース（英語版）が設立したストックカーレーシングチーム。モンスターエナジー・NASCARカップ・シリーズおよびエクスフィニティ・シリーズに出場している。
- ハースF1チーム - 上記のジーン・ハースが設立したフォーミュラ1のチーム

## 交通

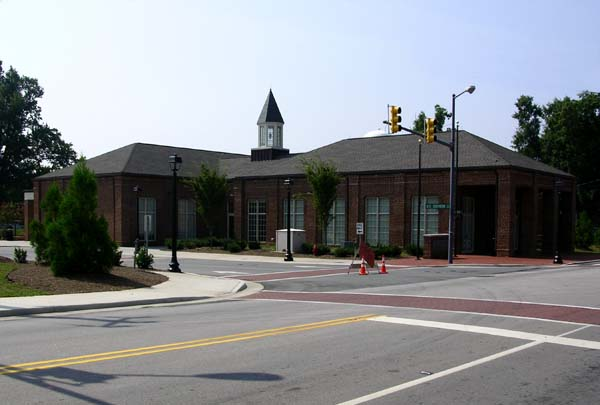
カナポリス駅

カナポリスは州間高速道路85号線に隣接し、シャーロット市から北東に約34キロメートルにある。
コンコード・カナポリスは地域交通、愛称ライダーが地域のバス交通を運営しており、最も遠くはコンコード・ミルズ・モールまで行く。
シャーロット地域交通システムが、バス、バンプール、カープールなど様々な交通手段を提供している。カナポリスのホーム・デポ駐車場にバス停と駐車場を運営している。
アムトラックのカナポリス駅が南メインストリート201にある。カナポリス駅にはシャーロットとニューヨークを結ぶ昼行長距離列車カロリニアン号が1日1往復、シャーロットとローリーを結ぶ昼行中距離列車ピードモント号が1日2往復停車する。

## 大衆文化の中で
1941年に遊歴の映画製作者H・リー・ウォーターズが制作したサイレント映画は、カナポリスの普通の人々の日常の挙動を映したものであり、これが2004年にアメリカ議会図書館によるアメリカ国立フィルム登録簿に掲載された。1930年代や1940年代に人気のあった「町のポートレート」という種の映画の代表として選ばれた。

## 著名な出身者
- ジョージ・クリントン、ミュージシャン、バンドのパーラメントやファンカデリックを創設
- デイル・アーンハート、NASCARのレーシングドライバー
- デイル・アーンハート・ジュニア、NASCARのレーシングドライバー
- イーサン・ホートン、NFLアメリカンフットボール選手、ロサンゼルス・レイダース他